# Mecanismo Green-Schwarz
En física, el mecanismo Green-Schwarz es el descubrimiento principal que inició la primera revolución de supercuerdas en teoría de supercuerdas en 1984. Michael Green y John Schwarz captaron que la anomalía en teoría de cuerdas de tipo I con el grupo de gauge SO(32) se cancela debido a una contribución "clásica" adicional.
En el cálculo original, se esperaba que las anomalías de gauge, las anomalías mezcladas, y las anomalías gravitacionales derivaran de un diagrama de Feynman hexagonal. Para la elección especial de un grupo de gauge SO(32) o E8 × E8; sin embargo, la anomalía se descompone en factores y se puede cancelar por un diagrama de árbol. En teoría de cuerdas, esto ocurre efectivamente. El diagrama de árbol describe el intercambio de un cuanto virtual del campo B. Es algo no intuitivo ver que un diagrama de árbol cancela un diagrama de un lazo, pero en realidad, ambos diagramas se presentan como diagramas de un lazo en la teoría de supercuerdas en la cual la cancelación de la anomalía es más transparente.
- Datos: Q5605123